# کرانتوک
کرانتوک (به انگلیسی: Crantock) یک روستا و محله مدنی در بریتانیا است که در کورنوال واقع شده‌است. کرانتوک ۸۰۱ نفر جمعیت دارد.